# Le Plessis-Grohan
Le Plessis-Grohan is een gemeente in het Franse departement Eure (regio Normandië). De plaats maakt deel uit van het arrondissement Évreux. Le Plessis-Grohan telde op 1 januari 2022 928 inwoners.

## Geografie
De oppervlakte van Le Plessis-Grohan bedroeg op 1 januari 2022 8,28 vierkante kilometer; de bevolkingsdichtheid was toen 112,1 inwoners per km².

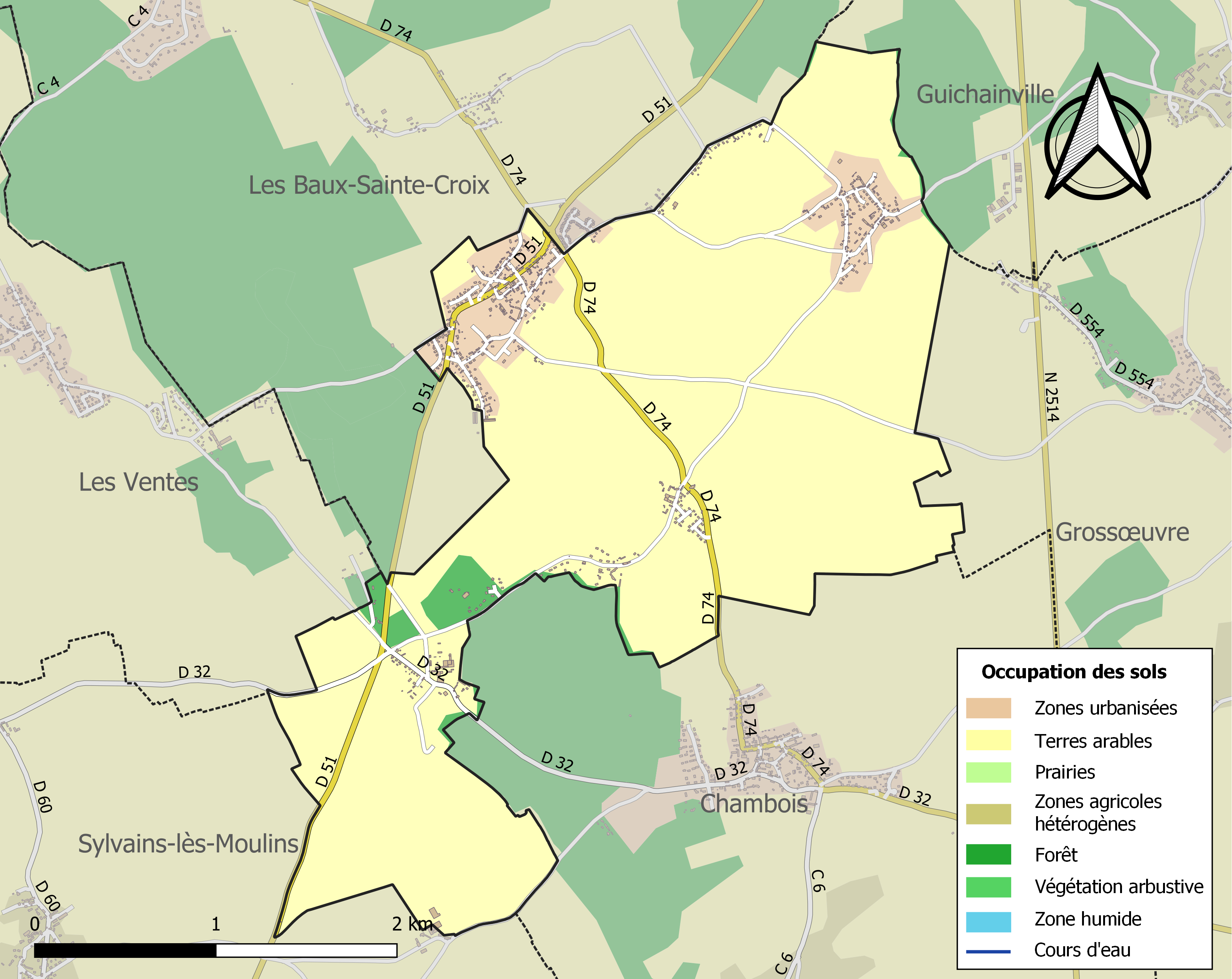
Kaart van de gemeente met belangrijkste infrastructuur, bodemgebruik en omliggende gemeenten

## Demografie
Onderstaande figuur toont het verloop van het inwonertal (bron: INSEE-tellingen).